# Martha Cowles Chase
Martha Cowles Chase  (30. listopadu 1927 Cleveland Heights, Ohio, USA – 8. srpna 2003 Lorain, Ohio), známá také jako Martha Cowles Epstein, byla americká genetička známá jako členka týmu, který v roce 1952 experimentálně dokázal, že DNA je nositelkou genetické informace.

## Životopis
Narodila se v roce 1927 v Clevelandu v Ohiu. V roce 1950 získala bakalářský titul na College of Woodster a v roce 1964 titul PhD na Univerzitě jižní Kalifornie.
V roce 1952 pracovala jako asistentka v laboratoři amerického odborníka na bakteriofágy Alfreda Hersheyho v Cold Spring Harbour Laboratory na Univerzitě Jižní Kalifornie. Zde společně provedli tzv. Hershey-Chase experiment spočívající v ověření, která z radioaktivně značených komponent (DNA nebo proteinová kapsida) fágu T2 zůstane v peletě infikovaných bakterií.